# Carl Ruggles

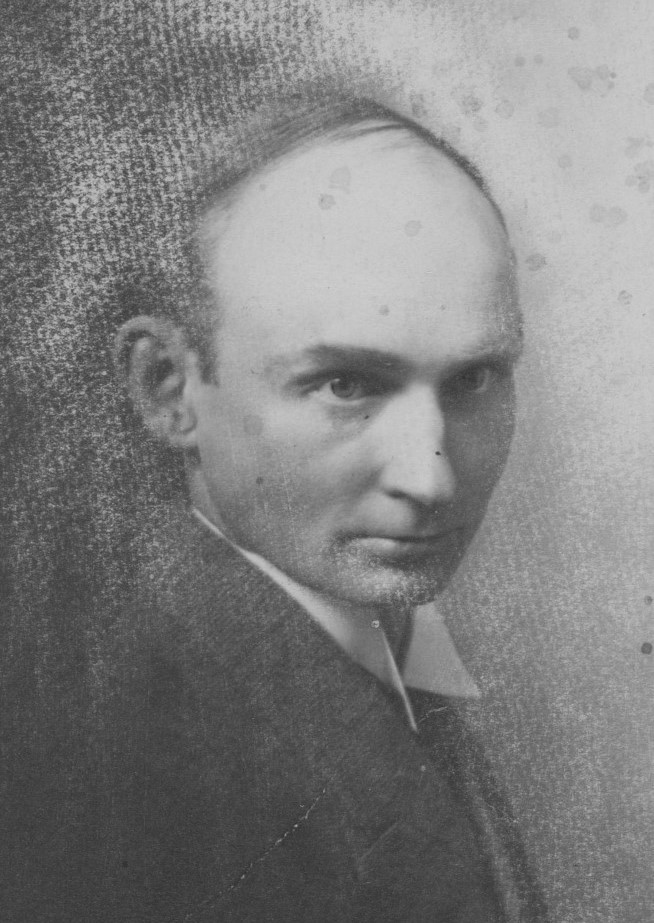
Carl Ruggles (1911)

Carl Ruggles (eigentlich Charles Sprague Ruggles, * 11. März 1876 in Marion, Massachusetts; † 24. Oktober 1971 in Bennington, Vermont) war ein US-amerikanischer Komponist und Maler.

## Leben
Ruggles war Schüler von Albert Spalding und John Knowles Paine. Von 1908 bis 1912 leitete er das Symphonie Orchestra in Minneapolis. Er lebte dann in Arlington und wurde 1937 Kompositionslehrer an der Universität von Miami. 
Ruggles komponierte nur wenige Stücke in einem sehr persönlichen, mit ihrem Dissonanzenreichtum an den Expressionismus erinnernden und stark kontrapunktisch durchgeformten Stil, die er mehrfach umarbeitete und neu instrumentierte. Sein gesamtes Werk dauert zusammengerechnet nur etwa 80 Minuten. Allerdings sind die Werke, bedingt durch ihre lange und sorgfältige Ausarbeitung, durchweg als bedeutend anzusehen. Ruggles war der Zwölftonmusik gegenüber eher skeptisch eingestellt. So äußerte er einmal: „The row is a dog chasing its tail“ („Die [Zwölfton-] Reihe ist ein Hund, der seinen Schwanz jagt“).
Er zählte zu den American Five, einer losen Gruppe avantgardistischer Komponisten, der außer ihm Charles Ives, Wallingford Riegger, Henry Cowell und John J. Becker zugerechnet werden. Im Alter betätigte sich Ruggles überwiegend als Maler. Seine Bilder stehen dem abstrakten Expressionismus nahe.
1954 wurde er in die American Academy of Arts and Letters gewählt.

## Werke (Auswahl)

### Kompositionen
- The Sunken Bell, Oper (1912–13, unvollendet und vom Komponisten vernichtet, nur Skizzen erhalten)
- Toys für Gesang und Klavier (1919, erste anerkannte Komposition)
- Men and Angels für fünf Trompeten und Basstrompete (1920–21)
- Vox clamans in deserto, Drei Lieder für Sopran und Kammerorchester nach Texten von Robert Browning (1923)
- Men and Mountains für Orchester (1924)
- Portals für 13 Streicher (1925)
- Sun-Treader für großes Orchester (1926–31)
- Evocations für Klavier oder Orchester (1935–43)
- Organum für Orchester (1944–47)
- Exaltation (1958)
- Polyphonic Compositions für drei Klaviere

### Gemälde und Zeichnungen
- The Pool bzw. Roaring Branch, 1932, Öl und Kohle auf Papier (recto) bzw. Graphitstift auf Papier (verso), 48,9 × 38,6 cm, Whitney Museum of American Art, New York
- Trumpet Flower, 1940, Aquarell auf Papier, 31,8 × 28,6 cm, Whitney Museum of American Art, New York[2]
- Sea Rose, 1947, Aquarell, Gauche und Kohle auf Papier, 16,5 × 13 in, Bennington Museum
- Flower, 17 × 18 in, Bennington Museum[3]